# Computadora K
La computadora K (llamada así por la palabra japonesa "kei" (京?), que significa diez mil billones (1016), la cifra de operaciones de coma flotante por segundo que es capaz de ejecutar) es una supercomputadora, producida por la compañía Fujitsu, ubicada en el RIKEN Advanced Institute for Computational Science en la ciudad de Kobe, Japón.

## Características de K
- Operaciones de coma flotante por segundo: 8,162 petaflops (Rmáx). En noviembre de 2011 alcanzó los 10 petaflops[6]
- Sistema operativo: Linux.
- Consumo: N/D megawatts.
- Memoria: N/D GB
- Procesadores: 68.544 SPARC64 VIIIfx (8 núcleos por procesador) a 2,0 GHz, un total de 548.352 núcleos. Se encuentran instalados en 672 compartimentos, y se prevé una ampliación a 800 compartimentos, lo que elevaría su poder de cálculo. En noviembre de 2011 se incrementó a 88.128 procesadores.[6]
- Propósitos: simulación de terremotos, modelación del clima, investigación nuclear, otros.[7]
- Costo: 112.000 millones de yenes,  975 millones de euros.